# Янагимото, Хиросигэ
Хиросигэ Янагимото (яп. 柳本 啓成 Янагимото Хиросигэ, род. 15 октября 1972, Хигасиосака, Осака) — японский футболист. 

## Карьера
На протяжении своей футбольной карьеры выступал за клубы «Санфречче Хиросима», «Гамба Осака», «Сересо Осака». После окончания средней школы в 1991 году он присоединился к Mazda (позже Sanfrecce Hiroshima), где играл в качестве обычного игрока на правом фланге. Клуб занял 2 место в 1994 году в Лиге J1, в 1995 и 1996 годах на Кубке Императора. 
В 1999 году Хиросигэ перешел в свой местный клуб Gamba Osaka, а в 2003 году он перешел в команду соперника, Сересо Осака. Клуб выиграл 2-е место на Кубке Императора 2003 года. В конце сезона 2006 года Хиросигэ ушел в отставку.

## Национальная сборная
В январе 1995 года Янагимото был избран в состав сборной Японии на Кубок короля Фахда 1995 года. На этом соревновании 8 января он дебютировал против Аргентины. После дебюта он стал постоянным игроком на правом фланге. В 1996 году он играл во всех матчах, включая Кубок Азии 1996 года. Однако на квалификации чемпионата мира 1998 года в марте 1997 года он получил травму. После этого он больше не был в составе сборной Японии. С 1995 по 1997 год он сыграл за национальную сборную Японии 30 матчей.

## Статистика за сборную
| Сборная Японии | Сборная Японии | Сборная Японии |
| Год            | Матчи          | Голы           |
| -------------- | -------------- | -------------- |
| 1995           | 12             | 0              |
| 1996           | 13             | 0              |
| 1997           | 5              | 0              |
| Итого          | 30             | 0              |